# The Yes Album
| 전문가 평가                    | 전문가 평가 |
| 평가 점수                      | 평가 점수   |
| 출처                           | 점수        |
| ------------------------------ | ----------- |
| AllMusic                       | [ 3 ]       |
| Christgau's Record Guide       | B–          |
| Pitchfork                      | 8.1/10      |
| Rolling Stone                  | (positive)  |
| Rolling Stone                  | [ 7 ]       |
| The Rolling Stone Record Guide | [ 8 ]       |
| The Daily Vault                | B+          |
| Encyclopedia of Popular Music  | [ 9 ]       |

《The Yes Album》은 1971년 2월 19일, 애틀랜틱 레코드가 발매한 영국의 프로그레시브 록 밴드 예스의 세 번째 스튜디오 음반이다. 이 음반은 기타리스트 스티브 하우가 1970년에 피터 뱅크스를 대신한 첫 번째 음반이자, 1983년 《90125》까지 토니 케이를 마지막으로 피처링한 음반이다.
이 음반은 밴드의 첫 번째 음반으로 어떤 버전의 노래도 수록하지 않았다. 밴드는 1970년 중반 데번주의 로만슬리에 있는 농가에서 새로운 자료를 쓰고 리허설을 하며 보냈으며, 이 신곡들은 가을에 런던의 애드비전 스튜디오에서 녹음되었다. 이 음반은 이전 음반에서 들렸던 것처럼 아슬아슬한 하모니 노래, 케이의 해먼드 오르간, 크리스 스콰이어의 멜로디 베이스를 유지했지만, 새로운 소재는 재즈 피아노, 펑크, 어쿠스틱 음악을 포함한 더 많은 스타일을 다루었다. 밴드 멤버 전원이 아이디어를 냈고, 음악이 발전할 수 있도록 트랙을 길게 늘렸다. 하우는 포르투갈 기타를 포함한 다양한 기타 스타일을 기여했으며 런던 리슘 극장에서 라이브로 통기타 연주곡 〈Clap〉을 녹음했다.
이 음반은 첫 두 장의 음반의 상업적 실패로 애틀랜틱에 의해 탈락될 위기에 처했던 예스에게 중요한 성공이자 중요한 상업적 돌파구였다. 이 음반은 영국에서 4위, 미국에서 40위에 올랐으며, 이후 백만 장 돌파로 미국 음반 산업 협회에서 플래티넘 인증을 받았다. 이 음반은 여러 차례 CD로 재발매되었으며, 2014년 스티븐 윌슨이 리믹스한 블루레이 음반을 받았다.

## 배경
예스는 1970년 중반까지 애틀랜틱 레코드에서 두 장의 음반을 이미 녹음했지만, 두 음반 모두 상업적으로 성공을 거두지 못했으며 레이블은 이 음반들을 폐기하는 것을 고려하고 있었다. 이들은 창단 멤버 뱅크스를 하우로 대체했는데 이들은 포크와 컨트리 음악 등 다양한 스타일을 즐기며 일렉트릭 기타와 어쿠스틱 기타의 혼합을 연주했다.  리드 싱어 존 앤더슨은 후에 하우가 "한 가지에서 다른 것으로, 매우 빠르고, 매우 재능이 있다"고 말했다. 하우와 함께 흥 돋우기를 한 후, 밴드는 새로운 자료를 쓰고 리허설을 하기 위해 데번주로 이동했다. 그들은 반스터플 북쪽에 있는 처칠에 있는 오두막에 도착했지만, 그 집단은 그곳에서 제약을 느꼈고 어두워진 후에는 어떤 소리도 낼 수 없었다. 그들은 지역 신문에 새로운 장소를 광고했고, 약 20마일 떨어진 사우스몰튼 근처의 로만슬리에 있는 랭글리 농장으로 이동했다. 하우는 특히 농장에서 일하는 것을 즐겼고, 결국 그것을 샀다. 리허설 후, 밴드는 프로듀서 에디 오포드와 함께 런던의 어드비전 스튜디오를 예약하고 가을 녹음을 보냈다. 밴드는 세션을 즐겼고, 곧 음반을 위한 충분한 자료를 준비했다.
1970년 11월 23일, 이 그룹은 전날 저녁 플리머스 길드홀에서 공연을 마치고 돌아오는 동안 베이싱스토크에서 차량 정면 충돌에 연루되었다. 밴드는 모두 충격을 받았고, 케이의 발은 골절되었다. 그는 다음 몇 가지 공연을 해야 했고, 음반 커버의 화보 촬영도 석고로 해야 했다.

## 커버 아트
베이싱스토크 공연 사고 다음 날 필 프랭크가 앞면 커버를 쐈다. 프랭크는 이미 리슘 공연에서 사진을 몇 장 찍었지만, 앞면 커버를 위해 뭔가 더 필요하다고 느꼈다. 밴드는 이날 오전 병원에 입원한 뒤 늦게 모습을 드러냈고, 촬영 시간은 30분밖에 되지 않았다. 스튜디오에서 만족스러운 사진을 얻을 수 없었던 프랭크는 밴드를 자신의 아파트로 데리고 가서, 쓰레기통에서 폴리스티렌 마네킹 머리를 움켜쥐고, 부엌 조명 피팅에 1,000와트 전구를 넣고, 즉흥적으로 촬영했다. 프랭크는 소매 디자이너인 《롤링 스톤》의 아트 디렉터 존 굿차일드가 커버를 성공시킨 공로를 인정했다. 1971년 4월, 예스가 독일 텔레비전 시리즈 《비트클럽》에서 라이브 버전의 〈Yours is No Disgrace〉을 공연했을 때, 밴드의 영상이 다른 마네킹 헤드가 의자 위를 도는 장면과 결합되어 커버의 콘셉트를 흉내냈다.
음반의 게이트 폴드 슬리브 안쪽에는 케이가 해먼드 오르간을 연주하는 모습이 담겨 있고, 앞면 커버에는 사고 후 석고로 된 다리가 그려져 있다. 앤더슨은 음반에서 "John Anderson"으로 인정받았으나 다음 음반인 《Fragile》에 의해 자신의 이름에서 "h"를 삭제했다.

## 발매
《The Yes Album》은 1971년 2월 19일, 영국에서 발매되었다. 이 음반은 상업적으로 성공을 거두었으며, 발매 즉시 약 60,000장이 팔렸고 영국에서 4위, 미국에서 40위에 올랐다. 이 음반은 미국 음반 산업 협회로부터 백만 장 이상의 판매로 플래티넘 인증을 받았다.
스콰이어는 나중에 성공적인 주요 이유는 차트 반환이 전송되지 못하게 한 우편 파업과 런던의 몇몇 소매상들에게 제공되는 반환을 줄였기 때문이라고 말했다. 예스는 이 상점들에서 가장 큰 팬층을 가지고 있었고, 그것은 좋은 차트 위치를 허용했다. 파업이 끝났을 무렵, 이 음반은 초반의 명백한 성공으로 인해 잘 팔리기 시작했다.
1976년 이탈리아 음반의 재발매는 두 가지 점에서 영국 원작과 다르다. 앞면 커버의 제목은 "The Yes Album"이 아니라 "The Yes"이며, 척추에는 정확한 제목이 붙어 있지만, 트랙 〈Clap〉은 두 번째 측면에서는 세 번째 트랙으로 나타난다.

## 곡 목록
| #  | 제목                                                                         | 작사·작곡                                                       | 재생 시간 |
| -- | ---------------------------------------------------------------------------- | --------------------------------------------------------------- | --------- |
| 1. | 〈Yours Is No Disgrace〉                                                     | 존 앤더슨, 크리스 스콰이어, 스티브 하우, 토니 케이, 빌 브루퍼드 | 9:41      |
| 2. | 〈Clap〉 (기악)                                                              | 하우                                                            | 3:17      |
| 3. | 〈Starship Trooper〉 - a. 〈Life Seeker〉 - b. 〈Disillusion〉 - c. 〈Würm〉 | 앤더슨, 하우, 스콰이어                                          | 9:29      |

| #  | 제목                                                                      | 작사·작곡        | 재생 시간 |
| -- | ------------------------------------------------------------------------- | ---------------- | --------- |
| 4. | 〈I've Seen All Good People〉 - a. 〈Your Move〉 - b. 〈All Good People〉 | 앤더슨, 스콰이어 | 6:55      |
| 5. | 〈A Venture〉                                                             | 앤더슨           | 3:20      |
| 6. | 〈Perpetual Change〉                                                      | 앤더슨, 스콰이어 | 8:57      |

## 인증
| 국가                       | 인증     | 판매량/출하량 |
| -------------------------- | -------- | ------------- |
| 영국 (BPI) 2003 release    | 실버     | 60,000^       |
| 미국 (RIAA)                | 플래티넘 | 1,000,000^    |
| ^출하량을 기반으로 한 인증 |          |               |